# Noršinci pri Ljutomeru
Noršinci pri Ljutomeru – wieś w Słowenii, w gminie Ljutomer. W 2018 roku liczyła 210 mieszkańców.